# 阿連德 (科阿韋拉州)

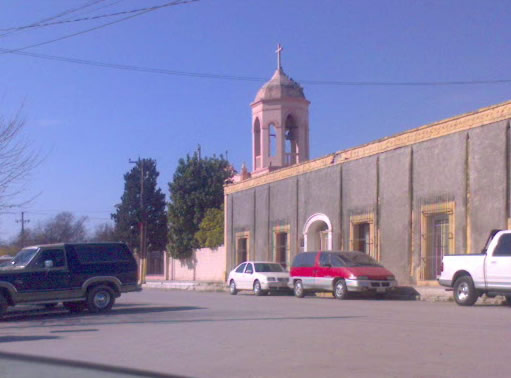

阿連德（西班牙語：Allende）是墨西哥的城市，由科阿韋拉州負責管轄，位於該國東北部，距離薩爾蒂約390公里，始建於1826年3月16日，面積198平方公里，海拔高度380米，2000年人口20,153。

## 外部連結
- Allende municipal webpage （页面存档备份，存于）